# Jordi Navarro i Morera
Jordi Navarro i Morera (Girona, 1971) geògraf i polític català, exregidor de Girona i exconseller comarcal del Gironès per la Candidatura d'Unitat Popular (CUP) entre 2011 i 2015. També va ser el cap de llista de la Candidatura d'Unitat Popular a Girona en les eleccions municipals de Girona els anys 2003 i 2007, sense obtenir representació.
Ha estat vinculat al món de l'ecologisme i la defensa del territori. Va ser el promotor, juntament amb altres entitats de Girona, de l'Audiència Pública sobre les obres del TAV que es va celebrar el 24 de gener de 2011. Allà va ser l'encarregat de defensar la ponència promotora juntament amb el president de l'AV Sant Narcís, davant l'alcaldessa del moment Anna Pagans, i moderat pel filòsof Josep Maria Terricabras. El 13 d'octubre de 2012 fou escollit com a desè i últim suplent de la llista de la CUP-Alternativa d'Esquerres per Girona a les eleccions al Parlament de Catalunya de 2012. De cara a les eleccions al Parlament de Catalunya de 2015, es va presentar com a número tres de la circumscripció de Girona de la candidatura Candidatura d'Unitat Popular - Crida Constituent.
L'any 2018 va publicar el seu primer llibre "República i Ecologia".